# Амировка (разъезд, Ульяновская область)
Ами́ровка — разъезд в Новомалыклинском районе Ульяновской области. Входит в состав Новомалыклинского сельского поселения.

## География
Разъезд находится у железнодорожной линии Ульяновск — Бугульма, на расстоянии примерно 14 км (по прямой) на восток от села Новая Малыкла, административного центра района.

## Население
| 2010 |
| ---- |
| 0    |

### Национальный состав
Согласно результатам переписи 2002 года, в национальной структуре населения татары составляли 100 % из 5 чел.